# 1965 코파 델 헤네랄리시모 결승전
1965 코파 델 헤네랄리시모 결승전(스페인어: La Final de la Copa del Generalísimo de 1965)은 현재 코파 델 레이로 알려진 스페인 컵대회의 61번째 결승전이다. 이 경기는 1965년 7월 4일, 마드리드 산티아고 베르나베우에서 열렸고, 아틀레티코 마드리드가 사라고사를 1-0로 이기고 통산 3번째 우승을 거두었다.

## 상세 경기 정보
| 아틀레티코 마드리드 | 1–0               | 사라고사 |
| ------------------- | ----------------- | -------- |
| 카르도나 65′        | 리포트 (스페인어) |          |

| 아틀레티코 마드리드: |    |                           |
|                      |    |                           |
| GK                   | 1  | 에드가르도 마디나베이티아 |
| DF                   | 2  | 펠리시아노 리비야         |
| DF                   | 3  | 호르헤 그리파             |
| DF                   | 4  | 이사시오 카예하           |
| MF                   | 5  | 마누엘 루이스 소사        |
| MF                   | 6  | 헤수스 글라리아           |
| FW                   | 7  | 호세 아르만도 우파르테    |
| FW                   | 8  | 호세 카르도나             |
| FW                   | 9  | 조르즈 알베르투 멘돈사    |
| FW                   | 10 | 아델라르도                |
| FW                   | 11 | 엔리케 코야르 (주장)      |
| 감독:                |    |                           |
| 오투 붐베우          |    |                           |

| 사라고사: |    |                       |
|           |    |                       |
| GK        | 1  | 엔리케 야르사 (주장)  |
| DF        | 2  | 후안 수비아우레       |
| DF        | 3  | 프란시스코 산타마리아 |
| DF        | 4  | 세베리노 레이하       |
| MF        | 5  | 에두아르도 엔데리스   |
| MF        | 6  | 호세 루이스 비올레타  |
| FW        | 7  | 카나리우              |
| FW        | 8  | 엘레우테리오 산토스   |
| FW        | 9  | 마르셀리노            |
| FW        | 10 | 후안 마누엘 비야      |
| FW        | 11 | 카를로스 라페트라     |
| 감독:     |    |                       |
| 로케 올센 |    |                       |